# Dorfkirche Görsdorf b. Storkow

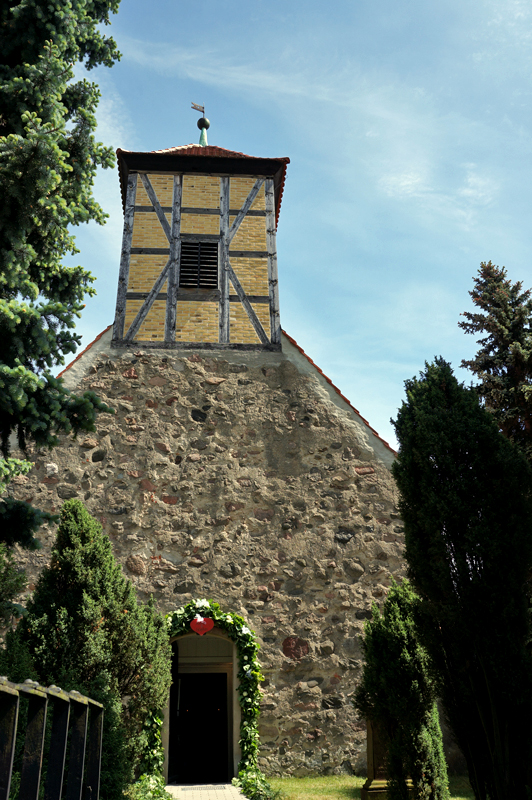
Westseite der Dorfkirche

Die spätmittelalterliche Dorfkirche Görsdorf b. Storkow ist ein evangelisches Gotteshaus in Görsdorf b. Storkow, einem Ortsteil der Stadt Storkow (Mark) (Landkreis Oder-Spree, Brandenburg) und ein eingetragenes Baudenkmal.  Die Kirche gehört zum Kirchenkreis Oderland-Spree der Evangelischen Kirche Berlin-Brandenburg-schlesische Oberlausitz.

## Lage
Der Kirchenbau liegt an der Osthälfte der Straße „Zum Kutzingsee“ und trägt die Hausnummer 17. Die Kirche steht heute auf einer kleinen Freifläche, die früher Friedhof war. Der heutige Friedhof liegt etwas außerhalb des eigentlichen Ortskerns am „Buscher Weg“.

## Baubeschreibung
Die Kirche ist ein rechteckiger Saalbau, 18,80 m lang und 8,60 m (Ostseite) bzw. 8,70 m (Westseite) breit, an den im Chorbereich an der Südseite eine Sakristei angebaut wurde; sie schließt im Osten aber nicht bündig mit der Ostwand des Saales ab. Der Bau besitzt Stützpfeiler an den Westecken, sowie einen niedrigen, breiten Stützpfeiler in der Mitte der Ostwand.
Das Mauerwerk der Kirche ist unregelmäßig mit unbehauenen oder gespaltenen Feldsteinen gemauert. In Reparaturbereichen findet sich auch Ziegelmauerwerk. Die Mauerstärke beträgt ca. 110 cm. Die Sakristei an der Südseite ist komplett aus Ziegeln errichtet. Die Kirche ist steinsichtig verputzt; der Südanbau komplett verputzt. Auch auf der Nordseite ist ein größerer Bereich flächig verputzt; lediglich einige Feldsteine sind in diesem Bereich vom Putz ausgespart worden.
Im östlichen Teil der Nordseite befindet sich ein Reparaturbereich, der neben Feldsteinmaterial auch viel Ziegelmaterial enthält. Die Ziegel haben das Format 25,5–26 × 13-13,5 × 8,5–9 cm. Vermutlich befand sich hier ein Durchgang vom Kircheninneren zu einer Patronatsloge oder einer Sakristei, die jedoch abgerissen wurde. Vermutlich ist die gesamte Nordwand ein Neuaufbau. Die Mauerkronen sind um 30–40 cm erhöht worden, der Westgiebel war dadurch ursprünglich etwas steiler als heute. Das Dach ist ein einfaches Satteldach, gedeckt mit Dachsteinen in Form von Falzziegeln.
Der Turm ist ein quadratischer, kleiner Fachwerkdachturm mit Zeltdach über dem westlichen Teil des Schiffes. Er besteht aus Ziegelfachwerk. Im Glockengeschoss befinden sich auf der Nord-, West- und Südseite je 1 jalousien-artige Schallöffnung. Der Turm wird von einer Kupferkugel und einer Wetterfahne mit der Jahresangabe 1704 gekrönt.
Die Kirche weicht mit magnetisch gemessenen 14° nach Nordosten von der idealen Ost-West-Ausrichtung ab.

### Portale und Fenster
Im östlichen Bereich der Nordwand sind zwei Ziegelkanten in einem größeren Reparaturbereich zu beobachten, die einmal die Gewände eines Durchganges vom Kircheninneren zu einem Anbau an der Nordseite waren. Das Ziegelformat beträgt 28 x ? x 8,5 cm. Das Portal in der Südwand ist zugesetzt, der Bogen von einem später eingebrochenen oder nach unten verlängerten Fenster abgeschnitten. Es besaß ein Ziegelgewände; die Ziegel haben das Format 28–28,5 × 13 × 9–9,5 cm. Es ist mit Feldsteinen und einigen kleinformatigen, barocken Ziegeln zugesetzt worden. Dieses Ziegelformat konnte nur unvollständig erfasst werden (? x 14 × 7 cm). Das Westportal ist segmentbogig und ist der heutige Zugang zur Kirche. Der heutige Durchgang von der Sakristei zum Kircheninneren ist das ehemalige Priesterportal. Der Südanbau besitzt je eine Tür auf seiner Ost- und Südseite.
Die Nordseite ist fensterlos. In der Südseite sind insgesamt vier Fenster, drei westlich des Südanbaus, eines östlich davon. Das westliche und das östliche Fenster sind verhältnismäßig klein mit jeweils einem flachen Segment- oder Korbbogen, wobei der Bogen jeweils ziemlich unregelmäßig ausgebildet ist. Die beiden mittleren Fenster sind deutlich größer und korb- bis segmentbogig. Auch hier sind die Bögen ziemlich unregelmäßig gestaltet. Die kleinen Fenster stellen den Zustand dar, den die Kirche zur Zeit der Ausmalung (ca. 1430) hatte, da die beiden Fensterschrägen jeweils innen bemalt sind. In der Ostseite sitzen zwei korbbogige Fenster mit Ziegelgewände; dazwischen befindet sich ein zugesetztes schmales Fenster mit einem rundbogigen Abschluss. Dieses Fenster besitzt ein Gewände aus großformatigen Ziegeln. Im Giebel sitzt ein Rundfenster.

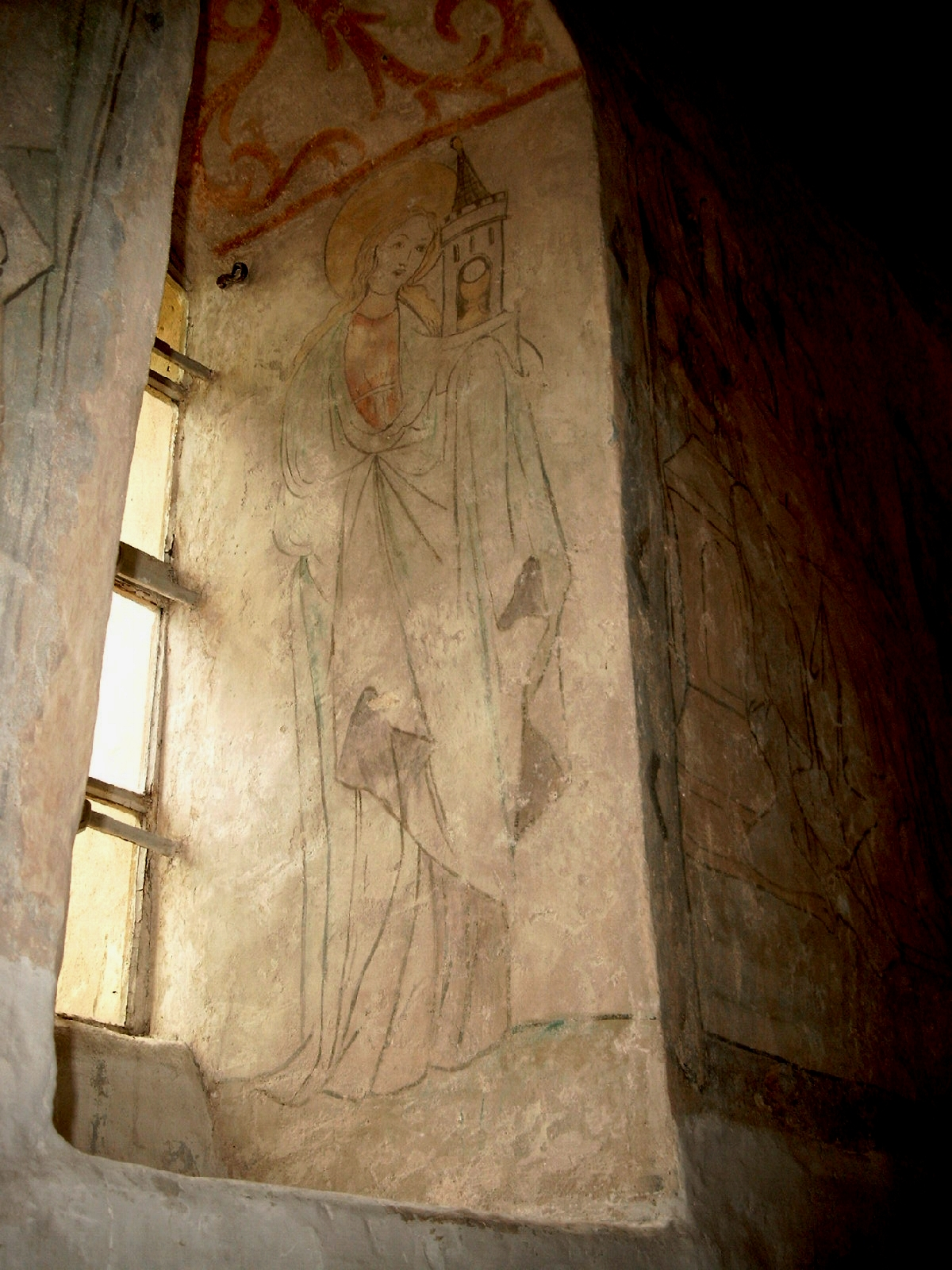
Hlg. Barbara mit Attributen Turm und Kelch (Zustand Juli 2002)

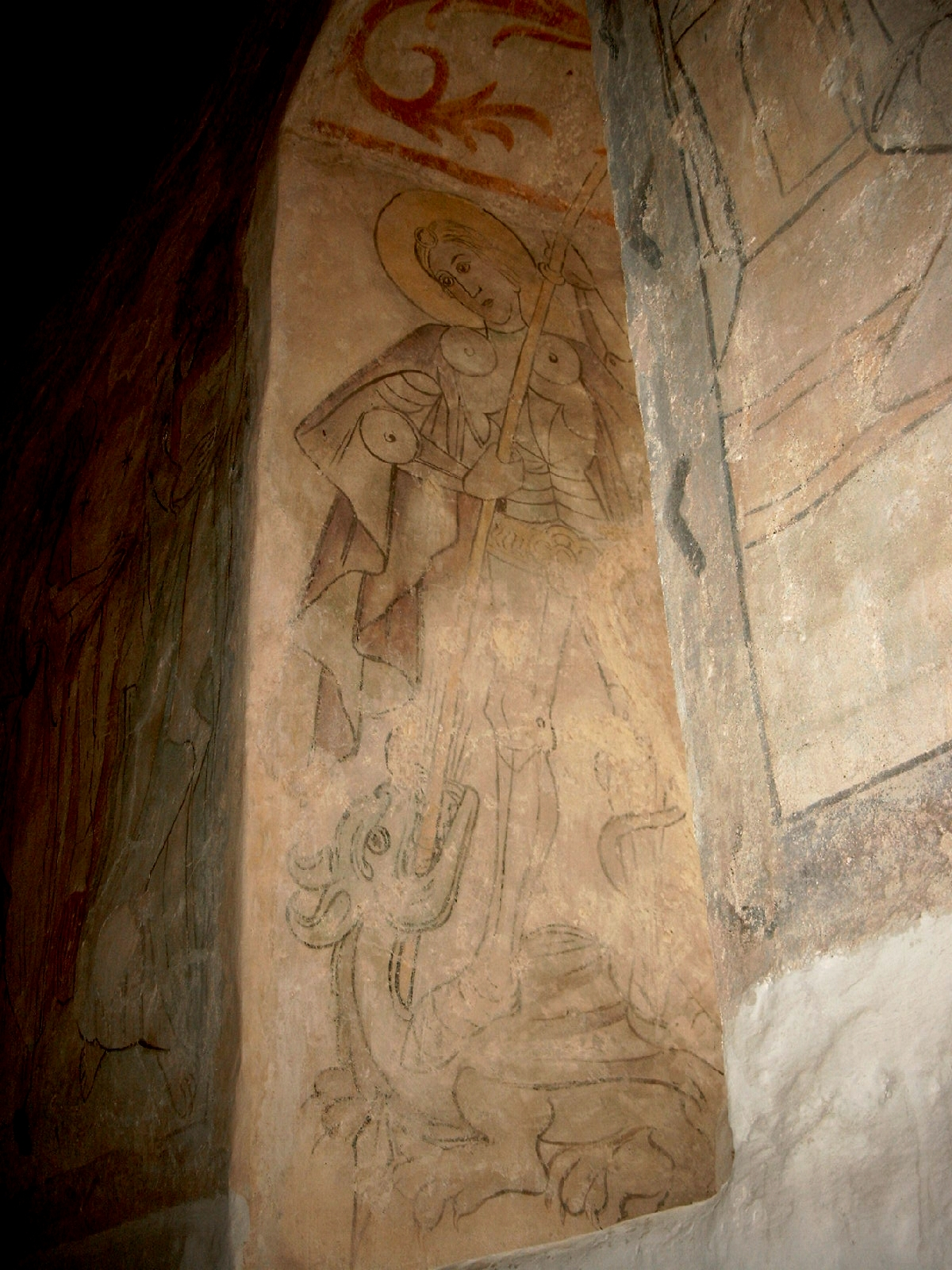
Hlg. Georg mit dem Drachen (Zustand Juli 2002)

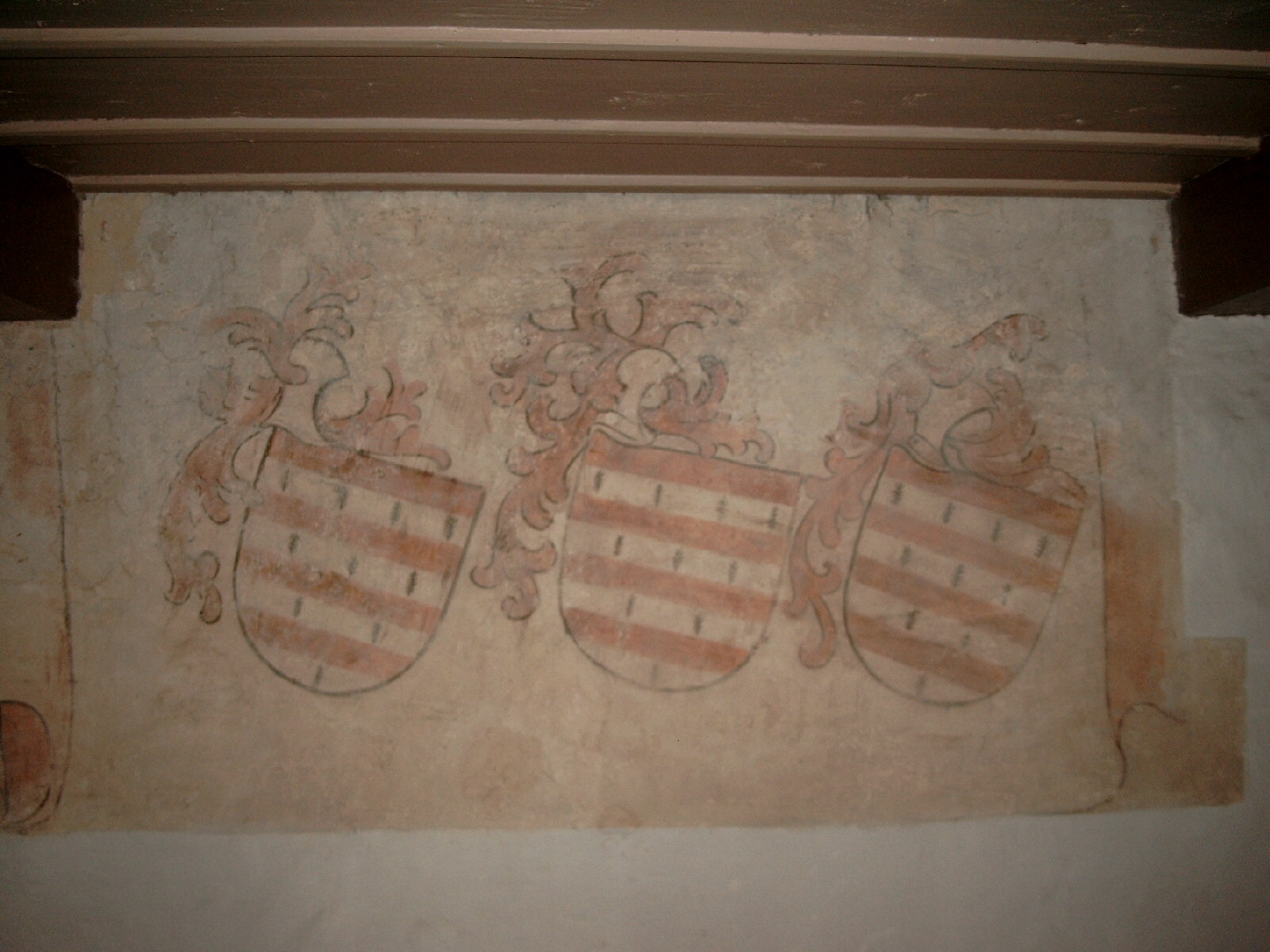
Wappen der Familie v. Queis unter der Nordempore (Zustand 2002)

### Innenausstattung
Die Kirche ist flachgedeckt mit freiliegenden Querbalken. Der Boden ist ein Ziegelfußboden. Die Kanzel ist eine relativ einfache, polygonale Kanzel mit einfachen, farbig gestrichenen Korbfeldern. Sie steht auf der Südseite im Chorbereich auf einem breiten steinernen Fuß. Der Altar ist eine einfache gemauerte Mensa mit einer Platte. Die Steintaufe ist modern. Die Kirche besitzt eine West- und eine Nordempore. Auf der Westempore steht die Orgel. Sie stammt von Wilhelm Remler und wurde 1885 eingeweiht. 1917 mussten die Zinnpfeifen zu Kriegszwecken abgegeben werden und wurden 1931 durch die Potsdamer Orgelbaufirma Schuke erneuert. 1995 wurde das Instrument von Christian Scheffler restauriert.
Zu den sakralen Ausstattungsgegenständen zählen eine Taufschale aus Zinn sowie ein Leuchterpaar aus dem Jahre 1674 (restauriert und inschriftlich mit 1839 bezeichnet). Von der Decke hängt ein großer schmiedeeiserner Radleuchter herunter.
Bei Arbeiten an den Wänden im Jahre 1934 traten an der Süd- und Ostwand Teile von gotischen Wandmalereien aus der Zeit um 1430 zutage, die die Leidensgeschichte Christi darstellen. Sie zeigen:
1. . Verhöhnung und Verspottung Jesu Christi
2. . Geißelung Jesu Christi an der Martersäule
3. . Kreuzaufrichtung
4. . Kreuzigungsgruppe mit Maria und Johannes
5. . Schmerzhafte Maria mit dem toten Jesus Christus
6. . Salbung Jesu Christi
7. . Grablegung Jesu Christi
8. . Abstieg in die Hölle mit dem Höllenrachen

Die Malereien sind ausgeführt im Weichen Stil. Ursprünglich waren weitere Teile der Wände mit Wandmalereien versehen, die aber durch die Vergrößerung der Fenster und den Einbau der Emporen verloren gingen. So fehlen z. B. der Einzug in Jerusalem, das Letzte Abendmahl, die Ölbergszene, Jesus vor Pilatus. Auf den Schrägen des östlichen Fensters ist der heilige Georg und die heilige Barbara (mit den Attributen Turm und Kelch) dargestellt. Das Wappen unter der Nord-Empore ist das Wappen der Familie v. Queis, die im 15. Jahrhundert die Hälfte des Ortes besaßen. Diese Ausmalung ist nicht die erste Ausmalung der Kirche, da unter der Schicht mit den Wandmalereien eine weitere Putzschicht liegt, auf die die Weihekreuze aufgemalt sind.

## Außenbereich
Am Karfreitag im Jahr 1926 wurde links vom Eingang zur Kirche ein Denkmal für die Gefallenen des Ersten Weltkriegs eingeweiht. Der ehemalige Friedhof, der um die Kirche herum angelegt war, wurde später aufgegeben. Das gusseiserne Grabmal vor dem Westeingang der Kirche steht gleichfalls unter Denkmalschutz. In der Denkmalliste des Landkreises Oder-Spree als Grabmal von Wilhelm Ludwig Heinrich Wahrenberg bezeichnet, gibt die Homepage der Stadt Storkow den Namen eines 1819 verstorbenen W.L.H. Wahrenbrück an.

## Baugeschichte
Die Ausmalung mit spätgotischen Passionsszenen datiert den terminus post quem non der Entstehung des Kirchenbaus auf 1430. Da aber diese Ausmalung eine ältere Ausmalung mit Weihekreuzen überlagert, und diese Ausmalung erfolgte sicher zur Bauzeit der Kirche, fällt die Bauzeit wohl noch in das 14. Jahrhundert (oder zumindest um 1400). Auch das sehr schlanke, zugesetzte Fenster in der Ostwand deutet auf eine Entstehung im 14. Jahrhundert hin. Vermutlich im 16. Jahrhundert wurde der Anbau an der Nordseite abgerissen und der Zugang zum Kircheninneren zugesetzt.
1704 brannte die Kirche teilweise ab. An die anschließende Reparatur erinnert die Jahreszahl 1704 in der Wetterfahne. Möglicherweise fällt auch die Vergrößerung der heute korbbogigen Fenster in diese Zeit. Auch das Südportal ist mit kleinformatigen Ziegeln eines Ziegelformats zugesetzt, wie es im 18. Jahrhundert produziert wurde.
1926 wurde der Turm aufgrund erheblicher Schäden abgebaut und nach dem alten Vorbild wiederaufgebaut. Der Glockenstuhl blieb erhalten. 1934 wurden eine Warmluftheizungsanlage und ein Heizkeller in die Kirche eingebaut. Der Altarraum wurde 1957 umgestaltet. Dabei wurde der Kanzelaltar abgebaut und die Kanzel an ihrem jetzigen Ort aufgestellt.
In den 1980er-Jahren wurde der einschiffige Kirchbau restauriert. 1982 erfolgte eine Neudeckung des Kirchendachs. 1988 wurde ein Bankheizung eingebaut. Die Wandmalereien wurden 1992 konserviert und gesichert. 1994 wurden die Außenwände neu verputzt. Die Heizungsanlage wurde erneuert. 1996 wurde das Dach des Turmes neu eingedeckt. Die Dachsteine auf dem Dach des Kirchenschiffes wurden nach 2002 entfernt und durch neue Biberschwanzziegel ersetzt.
Passionszyklus (nicht vollständig)
| Geißelung | Dornenkrönung | Kreuzigung | Maria und Johannes | Schmerzhafte Muttergottes | Höllenfahrt |
|           |               |            |                    |                           |             |

## Belege

## Anmerkung
1. ↑  Im Dehio und im Kirchenführer fälschlich als Hl. Hedwig identifiziert.
2. ↑  Im Kirchenführer als „Wappen ... eines unbekannten Rittergeschlechts“ bezeichnet.